# Леме-Тивьерж, Гийом
Гийом Леме-Тивьерж (фр. Guillaume Lemay-Thivierge; род. 28 февраля 1976 года, Сен-Жером, Квебек, Канада) — канадский актёр, режиссёр и продюсер. Гийом впервые появился в кино, когда ему было 8 лет. С 18 лет занимается прыжками с парашютом. В 2001 году Гийом открыл школу парашютизма. Является также актёром телевидения и работает на радио. Марилуп Вульф — бывшая жена актёра — тоже актриса. У них есть двое сыновей. Кроме того, Гийом Леме-Тивьерж имеет ещё одного сына.

## Фильмография
| Год   | Название                              | Персонаж                      |
| ----- | ------------------------------------- | ----------------------------- |
| 1984  | Кот-проныра                           | мсье Эмиль, мальчик-алкоголик |
| 1985  | Дама в цвете                          | Ти-Кул                        |
| 1985  | Ограбление                            | ребенок кролика               |
| 1987  | L’homme à la traîne (короткометражка) | бандит                        |
| 1987  | Дикая штучка                          | Дикая штучка в 12 лет         |
| 1993  | Флорида                               | Сирилл                        |
| 1994  | Отважные                              | Себастьян                     |
| 2000  | Рождественская песня Дивы             | Ив                            |
| 2001  | Список Вариана                        | портье                        |
| 2003  | Les immortels                         | Пол                           |
| 2003  | Лучший друг шпиона                    |                               |
| 2004  | Trois petits coups (короткометражка)  | (а также продюсер)            |
| 2006  | Casino (сериал)                       | Стефан Дюма (2006—2007)       |
| 2007  | Три похотливых поросёнка              | Кристиан                      |
| 2007  | Нитро                                 | Макс                          |
| 2008  | La ligne brisée                       | Дэнни Демер                   |
| 2008  | Lance et compte: Le grand duel        | Максим                        |
| 2009  | Les pieds dans le vide                | Шарль                         |
| 2009  | Крутой разворот                       | Рош                           |
| 2010  | Травма (сериал)                       | Пьер-Марк Жиру                |
| 2010  | Связной 13                            | Жан-Франсуа                   |
| 2010  | Крик зверя                            | Джозеф Куте                   |
| 2011  | Дрожь холмов                          | Пьер-Марк Жиру                |
| 2011- | 30 жизней                             | Венсан Пикар                  |
| 2014  | L’histoire de Guy (короткометражка)   | Ги Ганьон                     |
| 2016  | Nitro Rush                            | Макс                          |

## Награды
- 2005: номинация «лучшая роль второго плана» в сериале «Casino»
- 2008: номинация «мужская вспомогательная роль» в фильме «Три похотливых поросёнка»
- 2008: номинация «лучший актёр второго плана» в фильме «Три похотливых поросёнка» и другие награды